# Roberto Busti
Roberto Busti (* 22. November 1940 in Busto Arsizio) ist emeritierter Bischof von Mantua.

## Leben

Bischofswappen

Der Erzbischof von Mailand, Giovanni Colombo, weihte ihn am 27. Juni 1964 zum Priester.
Papst Benedikt XVI. ernannte ihn am 13. Juli 2007 zum Bischof von Mantua. Der Erzbischof von Mailand, Dionigi Kardinal Tettamanzi, spendete ihm am 22. September desselben Jahres die Bischofsweihe; Mitkonsekratoren waren Attilio Kardinal Nicora, Kardinalpräfekt der Güterverwaltung des Apostolischen Stuhls, und Egidio Caporello, Altbischof von Mantua. Als Wahlspruch wählte er Omnes salvos facere. Die Amtseinführung im Bistum Mantua fand am 7. Oktober desselben Jahres statt.
Papst Franziskus nahm am 3. Juni 2016 sein altersbedingtes Rücktrittsgesuch an.